# Jean-Noël Paquot
Jean-Noël Paquot (Florennes, 1722 - Luik, 1803) was een geleerd hoogleraar in oude talen.

## Levensloop
Noël deed middelbare studies bij de jezuïeten in Luik, trad in bij deze orde (hij werd priester gewijd in 1746) en ging studeren aan de universiteit van Leuven. Hij promoveerde tot licentiaat in de beide rechten en werd ook gediplomeerd in de oude talen.
Van 1755 tot 1772 was hij docent Hebreeuws aan het Collegium Trilingue in Leuven.
Hij werd ook bibliothecaris van de Universiteit.
Noël was een erudiet bibliograaf en hebraïst. Naast hoogleraar aan de universiteit van Leuven, was hij raadgever van keizerin Maria Theresia betreffende geschiedschrijving en lid van de Academie in Brussel.
In Leuven behoorde hij tot de traditionele kerkgetrouwe richting, die niets van doen had met de ideeën van de Verlichting, tenzij in een katholieke interpretatie ervan. Hij ging te keer tegen de Franse filosofen, die hij beschuldigde van ongeloof, atheïsme, materialisme en immoraliteit.
Zijn standaardwerk over de literaire geschiedenis der Lage Landen, toont de historiek, van wat in deze streek gedurende meer dan duizend jaar werd geschreven, in 't Latijn, Frans, Nederlands en Nederduits.

## Publicaties
- De historia s. s. imaginum et picturarum, pro vero earum usu contra abusus, libri IIII. Gegevens online over deze editie[dode link].
- Mémoires pour servir à l'histoire littéraire des dix-sept provinces des Pays-Bas, de la principauté de Liège, et de quelques contrées voisines, Leuven,1765-1770, 3 vol, en 1763-1770, 18 vol. Voornaamste editie online.
- Historia Flandriae synopsis, 1784.